# Tordouet
Tordouet – miejscowość i dawna gmina we Francji, w regionie Normandia, w departamencie Calvados. W dniu 1 stycznia 2016 roku z połączenia pięciu ówczesnych gmin – La Chapelle-Yvon, Saint-Cyr-du-Ronceray, Saint-Julien-de-Mailloc, Saint-Pierre-de-Mailloc oraz Tordouet – powstała nowa gmina Valorbiquet. W 2013 roku populacja Tordouet wynosiła 277 mieszkańców. 